# Torneo de Lugano
El Ladies Open Lugano es un torneo profesional de tenis. En su primera edición, se llevó a cabo en abril de 2017 en el Centro Nacional de Tenis de Suiza en Biel, Suiza. A partir del 2018, el torneo se disputa en la ciudad de Lugano.

## Palmarés

### Individual
| 2017      | Markéta Vondroušová                                | Anett Kontaveit                                    | 6-4, 7-6(6)                                        |                                                    |                                                    |
| En Lugano |                                                    |                                                    |                                                    |                                                    |                                                    |
| 2018      | Elise Mertens                                      | Aryna Sabalenka                                    | 7-5, 6-2                                           |                                                    |                                                    |
| 2019      | Polona Hercog                                      | Iga Świątek                                        | 6-3, 3-6, 6-3                                      |                                                    |                                                    |
| 2020      | Torneo cancelado debido a la Pandemia de COVID-19. | Torneo cancelado debido a la Pandemia de COVID-19. | Torneo cancelado debido a la Pandemia de COVID-19. | Torneo cancelado debido a la Pandemia de COVID-19. | Torneo cancelado debido a la Pandemia de COVID-19. |

### Dobles
| 2017      | Su-Wei Hsieh Monica Niculescu                      | Timea Bacsinszky Martina Hingis                    | 5-7, 6-3, [10-7]                                   |                                                    |                                                    |
| En Lugano |                                                    |                                                    |                                                    |                                                    |                                                    |
| 2018      | Kirsten Flipkens Elise Mertens                     | Vera Lapko Aryna Sabalenka                         | 6-1, 6-3                                           |                                                    |                                                    |
| 2019      | Sorana Cîrstea Andreea Mitu                        | Veronika Kudermétova Galina Voskoboeva             | 1-6, 6-2, [10-8]                                   |                                                    |                                                    |
| 2020      | Torneo cancelado debido a la Pandemia de COVID-19. | Torneo cancelado debido a la Pandemia de COVID-19. | Torneo cancelado debido a la Pandemia de COVID-19. | Torneo cancelado debido a la Pandemia de COVID-19. | Torneo cancelado debido a la Pandemia de COVID-19. |